# Artimino
Artimino est une frazione de la commune italienne de Carmignano dans la province de Prato en Toscane.